# Les Bobos
Les Bobos [lebobo] ist ein Lied des französischen Liedermachers Renaud Séchan, das 2006 auf dem Album Rouge Sang erschien und von Jean-Pierre Bucolo komponiert wurde.

## Geschichte
In diesem Lied karikiert Renaud die Bobos (Kofferwort aus frz. bourgeois und bohémien, bürgerlich und bohemisch) als eine moderne, selbstbewusste Schicht, die zwischen dem echten Bürgertum der Bourgeoisie und den Proletariern – den „Prolos“ – eingeordnet werden kann. Sie seien – „trotz  ihrer Eleganz“, trotz ihres so geschmackvollen Stils – oder wegen ihrer kulturellen Arroganz und Ignoranz, nicht weit entfernt von den gemeinen Spießern, den sogenannten beaufs.
Er zeichnet ein Sittenbild dieser wohlhabenden Genießer der großen Städte und beginnt mit einem Seitenhieb auf seinen Musikerkollegen Vincent Delerm, der in jedem Reim von ihnen singe. Die Bobos wählen grün, leben aber bürgerlich und sie mögen gleichzeitig Jack Lang und dessen Antithese Nicolas Sarkozy. Wiewohl sie gerne hohe Steuern bezahlen, gehen ihre gut erzogenen Kinder an Privatschulen. Ein ausgewählter Kultur-, Urlaubs- und Medienkonsum zeigt ihre Distinguiertheit. Ihr Konsumverhalten in Bezug auf Alltagsgüter reicht von billig bis teurer und umfasst IKEA, Diesel und Kenzo. Ein angenehmes Leben bedeutet für sie das Fahren eines 4 × 4-Autos, lieber aber bewegen sie sich mit dem Fahrrad fort. Ihren Wohnsitz haben sie in den schönen Quartieren oder in der Banlieue – dort „aber in einem Loft“. Der Dichter gibt zu, dass er teilweise selbst zu dieser Gesellschaftsschicht gehört.
Als er über sein Chanson befragt wurde, antwortete Renaud, dass diese Satire nicht böse sei, und dass mehr der eingebildete Konformismus als diese netten Leute selbst ihn zum Kotzen bringe.

## Erklärung des Titels
Der Begriff und das Modewort „Bobo“ wurden 2000 von dem kanadischen Kolumnisten David Brooks geprägt.
Das Wort erlangte besonders in Frankreich eine hohe Bekanntheit, nachdem es 2001 durch Raymond Barre anlässlich eines Wahlkampfs erstmals verwendet worden war.
Es wurde nach dem Erfolg von Renauds Chanson zum Modewort; 2008 und 2009 wurde es von dem Zeichner-Duo Dupuy-Berbérian in seinen Comics wieder aufgegriffen.

## Anspielungen
Folgende Personen kommen im Originaltext, der immer wieder tagesaktuell abgewandelt wird, vor: Vincent Delerm, Michel Houellebecq, Philippe Djian, Cioran, Alain Bashung, Françoise Hardy, Gérard Manset, Pierre Desproges, Guy Bedos, Jean-Marie Bigard, Jack Lang, Nicolas Sarkozy, Bertrand Delanoë (als „Maire de Paris“ / Bürgermeister von Paris), Thierry Ardisson, Marc-Olivier Fogiel (unter dem Pseudonym „Marc’O“), Manu Chao.
Außerdem werden folgende Marken erwähnt: Les Inrocks, Télérama, Ikea, Arte, Canal+, PSG, France Info, Diesel, Armani, Kenzo, Zadig & Voltaire.
Folgende Orte finden sich im Text: Die Avenue Foch, Cap Ferret und die Côte d’Azur.

## Charts
| Land       | Höchste Position |
| ---------- | ---------------- |
| Frankreich | 8                |
| Belgien    | 16               |
| Schweiz    | 51               |